# Bruce Holland Rogers

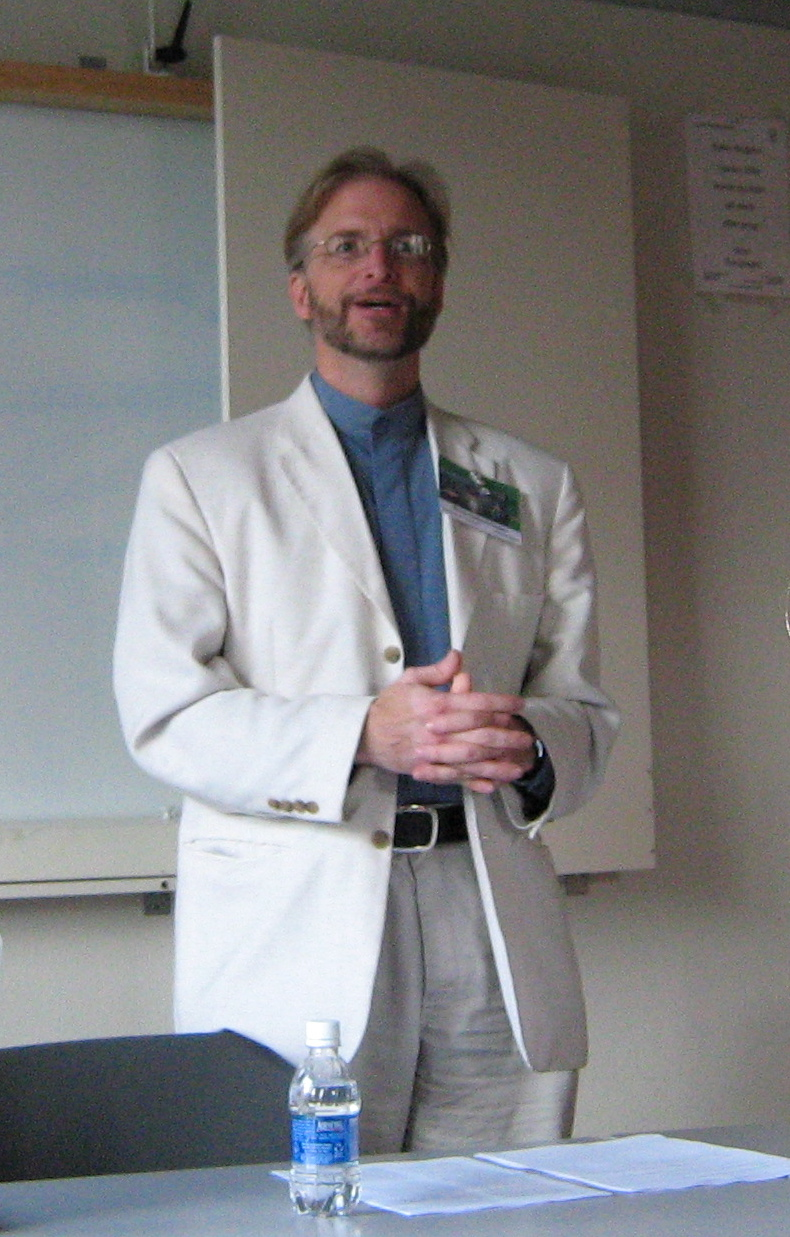
B.H. Rogers auf der Eurocon 2007 in Kopenhagen

Bruce Holland Rogers (* 1958 in Tucson, Arizona) ist ein US-amerikanischer Science-Fiction-, Fantasy- und Horror-Schriftsteller. Er gewann zahlreiche internationale Preise. Er veröffentlicht unter anderem auch unter dem Pseudonym Hanovi Braddock.

## Biografie
Rogers ist Mitglied der Wordos Schriftsteller Gruppe, außerdem lehrte er an der Northwest Institute of Literary Arts kreatives Schreiben im Rahmen des MFA (Master of Fine Arts) Programms. Er führte Seminare für kreatives Schreiben in Dänemark, Griechenland, Finnland und Portugal durch. 2010 lehrte er an der Eötvös-Loránd-Universität in Budapest. Bekanntheit erlangte er vor allem durch seine Kurzgeschichten. Inzwischen zählen sie zu der sehr jungen Literaturgattung Flash Fiction.
Der Kurzfilm The Other Side der Regisseurin Mary Stuart Masterson von 2001 basiert auf seinem Kurzroman Lifeboat on a Burning Sea.

## Auszeichnungen
- 1996: Nebula Award als bester Kurzroman für Lifeboat on a Burning Sea
- 1998: Nebula Award als beste Kurzgeschichte für Thirteen Ways to Water
- 1998: Bram Stoker Award als beste Kurzgeschichte für The Dead Boy at Your Window
- 1999: Pushcart Prize für The Dead Boy at Your Window
- 2000: Science Fiction Age Readers Poll für Bitter Pills
- 2004: World Fantasy Award als beste Kurzgeschichte für Don Ysidro
- 2006: World Fantasy Award als beste Sammlung für The Keyhole Opera[1]
- 2008: Micro Award für Reconstruction Work
- 2012: Micro Award for Divestiture

Darüber hinaus wurde er für den Edgar Allan Poe Award und Spaniens Premio Ignotus nominiert.

## Bibliografie (Auswahl)

### Romane
- Mind Games, 1992 (als Victor Appleton)
- Heart of Shanodin, 1995
- Ashes of the Sun, 1996 (als Hanovi Braddock)
- 10 Mind Games, 1992 (als Victor Appleton)

### Storysammlungen
- Tales and Declarations, 1991
- Wind Over Heaven and Other Dark Tales, 1997
- Flaming Arrows, 2000
- Lifeboat on a Burning Sea: And Other Stories, 2001
- Bruce Holland Rogers: Short Stories, Volume 1, 2003
- Thirteen Ways to Water and Other Stories, 2004
- The Keyhole Opera, 2005
- 49: A Square of Stories, 2013

### Kurzgeschichten
- The Krishman Cube, 1982 (als Bruce P. Rogers)
- Avery's Story, 1988
- Lied der Wale, 1991, Whalesong, 1989
- Groß fern jetzt, 1992, Big Far Now, 1991
- The Burlington Northern Southbound, 1989
- Vox Domini, 1993
- Why I Filed Late This Year, 1993
- Gravity, 1994
- Chambers Like a Hive, 1994
- Listening, Listening, 1994
- Rettungsboot auf brennender See , 1997, Lifeboat on a Burning Sea, 1995
- A Common Night, 1995
- One Thing After Another, 1995
- The Apple Golem, 1995
- These Shoes Strangers Have Died Of, 1995
- Spotted Dolphin, 1999
- Bitter Pills, 1999
- How Golf Shaped Scotland, 1999
- Jinx, 2000
- The Difference Between Fiction and Life, 2005
- The Indecisive Story, 2005
- The Little Story That Could, 2005
- The Minor Poets of San Miguel County, 2005
- Deception Café, 2006
- Mysterious Ways, 2006
- Away From It All, 2013
- Halcyon Night, 2013
- Memoir, 2013
- The Yellow House, 2013
- Not None, 2015

### Sachbuch
- Word Work: Surviving and Thriving as a Writer, 2002